# Litoria thesaurensis
Litoria thesaurensis är en groddjursart som först beskrevs av Peters 1877.  Litoria thesaurensis ingår i släktet Litoria och familjen lövgrodor. IUCN kategoriserar arten globalt som livskraftig. Inga underarter finns listade i Catalogue of Life.